# Brachydeutera neotropica
Brachydeutera neotropica är en tvåvingeart som beskrevs av Wirth 1964. Brachydeutera neotropica ingår i släktet Brachydeutera och familjen vattenflugor. Inga underarter finns listade i Catalogue of Life.